# Esto es un atraco: El mayor robo de arte del mundo
Esto es un atraco: El mayor robo de arte del mundo (en su idioma original, This Is a Robbery: The World's Biggest Art Heist) es una miniserie documental estadounidense de 2021 sobre el robo del 18 de marzo de 1990 en el Museo Isabella Stewart Gardner en Boston. La serie de cuatro partes fue dirigida por Colin Barnicle, quien también produjo junto a su hermano Nick Barnicle. La serie se produjo durante un período de siete años, a partir de 2014. Fue estrenado en Netflix el 7 de abril de 2021, recibiendo críticas generalmente positivas de los críticos.

## Episodios
| N.º en serie | Título                                                          | Fecha de lanzamiento original |
| --- | --------------------------------------------------------------- | ----------------------------- |
| 1 | «They Looked Like Cops» «Se veían como policías»                | 07 de abril de 2021           |
| En Boston, 1990, dos hombres vestidos como policías ingresan al Museo Isabella Stewart Gardner y se van con La tormenta en el mar de Galilea y Una dama y un caballero de negro de Rembrandt, El Concierto de Johannes Vermeer y otras diez obras de arte más. |                                                                 |                               |
| 2 | «Vipers in the Grass» «Víboras de césped»                       | 07 de abril de 2021           |
| Mientras las fuerzas del orden controlan la seguridad del museo, surge un sospechoso. |                                                                 |                               |
| 3 | «We've Seen It» «Lo hemos visto»                                | 07 de abril de 2021           |
| Como se informa sobre supuestos avistamientos del arte robado, la actividad del crimen organizado conduce a posibles sospechosos y motivos del robo. |                                                                 |                               |
| 4 | «$10 Million Reward» «Una recompensa de 10 millones de dólares» | 07 de abril de 2021           |
| Un informante y una operación encubierta llevan a los agentes federales a un mafioso de poca monta con posibles conexiones con el robo. |                                                                 |                               |

## Recepción
Para la serie, el agregador de reseñas Rotten Tomatoes informó una calificación de aprobación del 81% con base en 16 revisiones, con una calificación promedio de 7.4/10. El consenso de los críticos del sitio web dice: "Este es un robo puede que no sea la serie documental más innovadora del mundo, pero un tema fascinante y una gran atención a los detalles lo convierten en un reloj fascinante". Metacritic le dio a la serie una puntuación media ponderada de 70 sobre 100 según 13 reseñas críticas, lo que indica "reseñas generalmente favorables".
 